# Marilena Possenti
Marilena Possenti est une actrice italienne de théâtre, de télévision et de cinéma, active pendant les années 1960-1970.

## Biographie
Après quelques participations au cinéma, Marilena se consacre surtout au théâtre télévisé. Elle apparaît aussi comme présentatrice dans quelques émissions, comme par exemple Noi sous la direction de Lelio Golletti le 24 juillet 1974.
Marilena fait la couverture de la revue RadiocorriereTV en août 1974.

## Théâtre
- 1966 : I ultim belée de Pero Giovanni Cenzato, mis en scène par Carlo Colombo[3]
- 1970 : Atene anno zero de Francesco Della Corte, mis en scène par Renzo Giovampietro (it) (Teatro Stabile (it) de Turin), au Teatro Erba (it) de Turin (octobre)[4], au Teatro Metastasio (it) de Prato (27-29 novembre)[5]
- 1972 : La signora di marzapane (The Ginger Bread Lady) de Neil Simon, mis en scène par Emilio Bruzzo à Rome[6]

## Radiothéâtre
- 1973 : Lettera a una conoscente d'Alfio Valdarnini, réalisé par Guglielmo Morandi (it)[7]

## Télévision
Sauf indication contraire, les informations mentionnées dans cette section peuvent être confirmées par la base de données cinématographiques IMDb,  présente dans la section « Liens externes ».
- 1968 : Questione di vita de Francesca Sanvitale, réalisé par Silverio Blasi : Marta[8]
- 1969 : Spirito allegro de Noel Coward, mis en scène par Daniele D'Anza[9] : Edith[10]
- 1970 : Coralba de Biagio Proietti (it), réalisé par Daniele d'Anza[11]
- 1971 : Il concorso de Dino Balestra (it), réalisé par Sergio Genni : une fille[12]
- 1973 : All'ultimo minuto (it), série télévisée, épisode 3.3 Il Bulldozer : Patrizia
- 1973 : Tecoppa brumista d'Edoardo Giraud (it)[13] : Annetta
- 1973 : La visita della vecchia signora de Friedrich Dürrenmatt, réalisé par Mario Landi[14]
- 1973 : La Cagnotte (Il salvadanaio) d'Eugène Labiche (1864), réalisé par Mario Landi : Bianca[15]
- 1973 : Eleonora de Tullio Pinelli, réalisé par Silverio Blasi[16] : Rita[17]
- 1974 : Ho incontrato un'ombra mini-série de Daniele D'Anza, épisode 1 : Françoise
- 1974 : Il consigliere imperiale, mini-série de Sandro Bolchi, épisode 1 : Eloisa[18]
- 1974 : La figlia di Iorio, de Gabriele d'Annunzio, réalisé par Silverio Blasi[19] : Splendore
- 1974 : Seguirà una brillantissima farsa..., série télévisée, épisode I duu ors (litt. Les deux ours) d'Edoardo Giraud (1876), réalisé par Fulvio Tolusso (it) : Nella[20]
- 1975 : Il Colpevole de Terence Frisby (en), réalisé par Enrico Colosimo (it) : Gillian[21],[22]
- 1977 : Nostra casa disumana de Giorgio Bandini : Carina triste[23]
- 1977 : Don Giovanni in Sicilia (it), mini-série de Guglielmo Morandi (it), épisode 3 : Mme Valenti
- 1979 : La vedova e il piedipiatti mini-série de Mario Landi, épisode 1 Una storia da 1300 milioni : Isabella[24]
- 1980 : Arabella, mini-série de Salvatore Nocita, épisode 4 : Maria Arundelli
- 1981 : I giochi del diavolo, minisérie de Marcello Aliprandi, épisode 4 La mano indemoniata : Donnetta
- 1982 : Cinquant'anni d'amore, mini-série de Vito Molinari, épisodes 5-6[25]
- 1984 : Melodramma, mini-série de Sandro Bolchi, épisode 5 : une religieuse

## Filmographie
- 1963 : Les Femmes des autres (La rimpatriata) de Damiano Damiani : Mirella
- 1967 : Lola Colt de Siro Marcellini : Helen
- 1968 : Crisantemi per un branco di carogne de Sergio Pastore : Sharon